# Gianni Rivera
Pour les articles homonymes, voir Rivera.
Giovanni Rivera dit Gianni Rivera, né le 18 août 1943 à Alexandrie dans le Piémont, est un footballeur et dirigeant italien.
Il effectue l’essentiel de sa carrière en club avec l’équipe du Milan AC avec laquelle il remporte de nombreux titres dans le championnat d’Italie et dans les compétitions européennes. Doté de toutes les qualités d’un très bon numéro 10 - vision du jeu, technique, rapidité, créativité, bon dribbleur et tir efficace - il est le deuxième joueur italien à remporter le Ballon d'or récompensant le meilleur joueur européen en 1969.
Après sa retraite en 1979, il devient vice-président du club milanais jusqu'en 1986. Il se lance alors en politique et connaît quatre mandats de député de la République italienne et un de député européen.

## Biographie

### Enfance et formation à l'Alexandrie US
Gianni Rivera naît à Alexandrie, dans le Piémont.
Formé à l'Unione Sportiva Alexandria Calcio 1912, il fait ses débuts en Serie A le 2 juin 1959, âgé de seulement quinze ans. Il joue 26 rencontres avec l’équipe qui l'a formé et marque six buts.

### Toute sa carrière à l'AC Milan
En 1960, Gianni Rivera rejoint l'AC Milan, alors qu’il n'a que 16 ans, d'où son surnom de « Golden boy ».
En 1961-62, à encore 18 ans, il gagne son premier titre de champion d’Italie.
En 1962-63, à 19 ans, il remporte pour la première fois la Coupe des clubs champions européens avec le Milan AC, contre le Benfica Lisbonne d'Eusébio et termine deuxième du Ballon d'or, désignant alors le meilleur joueur européen, derrière Lev Yachine. Il déclare en 2011 : « J'ai appris bien plus tard que j'avais fini deuxième lors de cette édition parce qu'à l'époque, on ne connaissait que le nom du vainqueur ».
En 1967, il est sélectionné dans l'équipe FIFA.
L'année 1968 constitue l'une de ses meilleures saisons, il remporte à la fois le « Scudetto » de champion d'Italie et la Coupe d'Europe des vainqueurs de coupes contre Hambourg, plus le titre de champion d'Europe avec la sélection italienne.

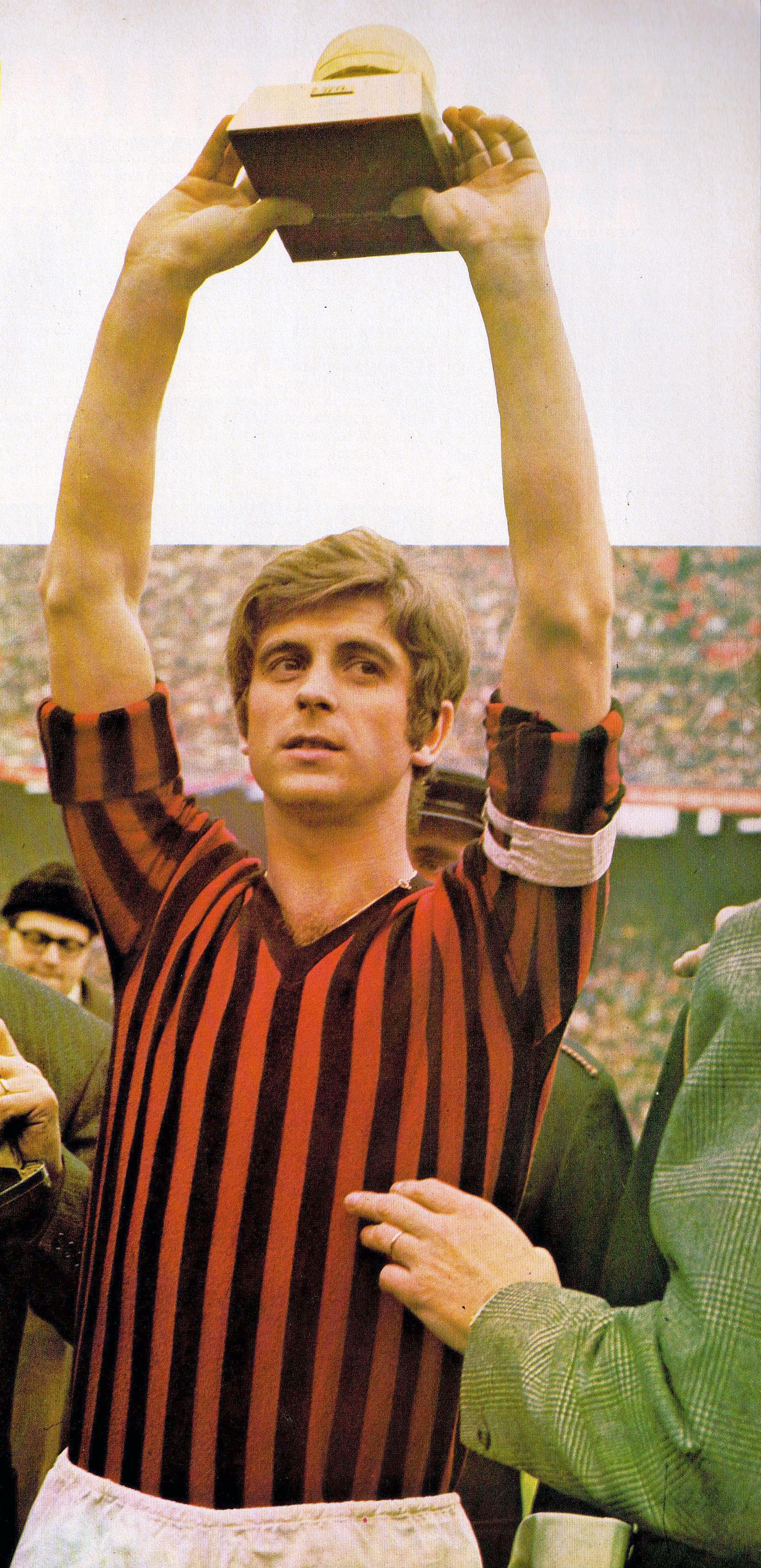
Rivera soulevant le Ballon d'or 1969.

En 1969, il gagne à nouveau la Ligue des champions, 4-1 contre l'Ajax Amsterdam, et la Coupe intercontinentale contre Estudiantes de La Plata (3-0, 1-2). Après Noël, le numéro 10 et capitaine du Milan apprend par la presse qu'il est élu Ballon d'or 1969, seulement quatre point devant son compatriote Gigi Riva.
Avec Franco Baresi et Paolo Maldini, Gianni Rivera symbolise au plus haut degré la prestigieuse l’équipe du Milan AC et ses nombreux succès.

### En équipe nationale
À 18 ans, il dispute son premier match pour l'équipe nationale d’Italie, c’est lors d’une rencontre de la coupe du monde 1962 au Chili contre l'équipe d’Allemagne.

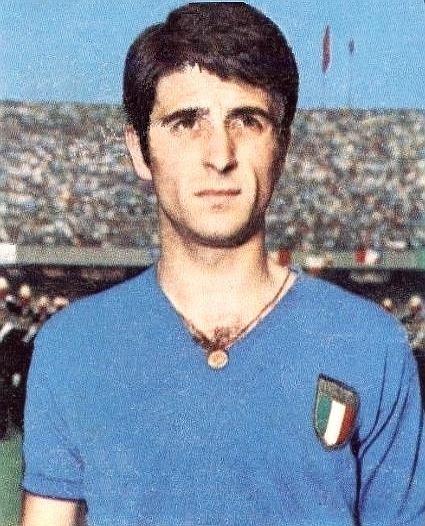
Gianni Rivera en équipe nationale en 1968.

En 1968, il fait partie de l'équipe d'Italie qui remporte le Championnat d'Europe à domicile. Après avoir disputé la demi-finale contre l'URSS, qui voit les Transalpins bénéficier du tirage au sort après un score nul et vierge, le meneur de jeu de l'AC Milan est privé de finale en raison d'une blessure. Cela l'oblige à regarder depuis la touche les deux finales et ses coéquipiers battre l'équipe de Yougoslavie en match d'appui. Il s'agit de son seul trophée en douze ans de carrière internationale.
En 1970, Rivera est retenu avec la Squadra Azzurra pour la Coupe du monde. En demi-finale contre l'équipe d'Allemagne, il est préféré à son éternel rival et besogneux Sandro Mazzola par le sélectionneur de l’Italie Ferruccio Valcareggi afin d'exploiter les faiblesses d’une défense germanique contrainte aux prolongations au tour précédent. En prolongation, une minute après être fautif sur l'égalisation à 3-3, Rivera inscrit le but vainqueur (4-3 ap),. L'équipe d'Italie perd la finale contre l'équipe du Brésil par 4 buts à 1. Rivera ne joue que six minutes pendant la finale, au grand désespoir de ses supporters, le sélectionneur lui préférant Sandro Mazzola, son grand rival de l'Inter Milan.
Il participe également à la coupe du monde 1974, mais l'équipe d'Italie est éliminée au premier tour. C'est la fin de la carrière internationale de Rivera qui accumule 60 sélections avec 14 buts en équipe d'Italie.

Il a disputé quatre Coupes du Monde de la FIFA (1962, 1966, 1970 et 1974) et a remporté le Championnat d'Europe de l'UEFA en 1968.

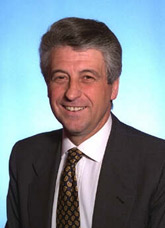
Rivera député

### Reconversion en politique
Après sa retraite en 1979, il devient vice-président de l'AC Milan jusqu'à l'arrivée de Silvio Berlusconi sept ans plus tard, en 1986.
Il s'intéresse à la politique depuis 1987. Membre de la Démocratie chrétienne en 1994, il adhère au Pacte de Mario Segni quand cette dernière est dissoute et il devient député à la Chambre des députés. Il est président du Pacte Segni et secrétaire à la présidence de la Chambre (1994-1996), secrétaire d'État à la Défense (1996-2001). Il quitte Mario Segni pour adhérer au Renouveau italien de Lamberto Dini, puis aux Démocrates de Romano Prodi avec lesquels il entre dans La Marguerite.
Il devient député européen, ayant remplacé Mercedes Bresso (en 2005) élue présidente de la région Piémont. Il avait été non-élu, en juin 2004, obtenant 45 000 voix sur la liste de l'Olivier. Faisant partie du groupe des non-inscrits, il adhère en février 2008 au mouvement de la Rose blanche.
En 2010, la Fédération italienne de football fait appel à ses anciennes gloires pour relancer l'équipe nationale qui vient d'être éliminée au premier tour de la Coupe du monde. Rivera est d'abord nommé président de la section jeunes et scolaires, puis en 2013, de la section technique de Coverciano, l'université pour devenir entraîneur. Il passe alors les diplômes et obtient le dernier en septembre 2019, à l'âge de 75 ans, lui permettant de diriger un club de Serie A.

## Style de jeu
À l'occasion du Prix du président de l'UEFA début 2012, Michel Platini déclare en amont de la cérémonie et à propos de Rivera : « Gianni Rivera est certainement l'un des plus grands ambassadeurs du football tant au niveau des clubs que de l'équipe nationale, puisqu'il a porté le maillot de l'AC Milan plus de 500 fois et a représenté son pays lors de quatre Coupes du Monde de la FIFA. Il a également été l'un des plus grands passeurs de tous les temps et était connu pour ses dribbles et ses remises impeccables. Gianni Rivera était également un vrai gentleman, aussi bien sur le terrain qu'en dehors ». Platini ajoute le jour de la cérémonie : « Rivera était un des premiers joueurs à comprendre que le ballon va plus vite que le joueur, et qu'il fallait utiliser cet outil. (...) On se souvient tous de son toucher de balle, de ses courses légères, de son inspiration qui pouvait faire basculer un match, et aussi de son intelligence en dehors du terrain ». 

## Hommages
En 2012, à 68 ans, Gianni Rivera est récompensée par le Prix du Président de l'UEFA, en hommage à ses réalisations exceptionnelles, à son excellence professionnelle et à ses qualités personnelles exemplaires.
Le 7 mai 2015, en présence du président du Comité national olympique italien (CONI), Giovanni Malagò, a été inauguré  le Walk of Fame du sport italien dans le parc olympique du Foro Italico de Rome, le long de Viale delle Olimpiadi. 100 tuiles rapportent chronologiquement les noms des athlètes les plus représentatifs de l'histoire du sport italien. Sur chaque tuile figure le nom du sportif, le sport dans lequel il s'est distingué et le symbole du CONI. L'une de ces tuiles lui est dédiée .

## Palmarès

### En club
Avec le Milan AC au niveau national, il remporte trois titres de champion d’Italie (en 1962, 1968 et 1979) et quatre Coupes d’Italie (en 1967, 1972, 1973 et 1977).
Sur la scène européenne avec les « Rossoneri », En 1962-63, à 19 ans, il remporte pour la première fois la Coupe des clubs champions européens avec le Milan AC. En 1969, il gagne à nouveau la C1, puis la Coupe intercontinentale. Rivera participe aussi à trois finales de la coupe d’Europe des vainqueurs de coupes, les deux premières sont gagnée en 1968 puis en 1973, et une autre perdue en 1974.

### En équipe d'Italie
En 1968, Rivera remporte son seul trophée en douze ans avec l'équipe d'Italie : le Championnat d'Europe.

### Distinctions individuelles
Rivera est l'Italien le plus souvent classé dans le top 10 du Ballon d'or : sixième en 1962, deuxième en 1963, neuvième en 1964, septième en 1965, neuvième en 1968, premier en 1969 et huitième en 1973.
- Meilleur buteur du championnat d'Italie en 1973 (17 buts)

## Statistiques
Gianni Rivera joue un total de 501 matches de Serie A pour l'AC Milan et marque 160 buts. Au total il dispute 501 rencontres avec le Milan AC et marque 122 buts, soit au total, pendant toute sa carrière, 527 rencontres en Serie A pour 128 buts marqués.
Au niveau international, il représente l'Italie à soixante reprises et inscrit quatorze buts. 
- Championnat : 527 matchs, 130 buts
- Coupes Européennes : 74 matchs, 12 buts
- Coupes Nationales : 72 matchs, 17 buts
- Équipe d'Italie : 60 matchs, 14 buts
- Total de compétitions officiels : 733 matchs, 173 buts soit 0,24 but par match

| Saison                | Club                  | Championnat           | Championnat | Championnat | Championnat | Coupe(s) nationale(s) | Coupe(s) nationale(s) | Coupe(s) nationale(s) | Compétition(s) continentale(s) | Compétition(s) continentale(s) | Compétition(s) continentale(s) | Compétition(s) continentale(s) | Autres | Autres | Autres | Italie | Italie | Italie | Total | Total | Total |
| Saison                | Club                  | Division              | M.          | B.          | P.d.        | M.                    | B.                    | P.d.                  | Comp.                          | M.                             | B.                             | P.d.                           | M.     | B.     | P.d.   | M.     | B.     | P.d.   | M.    | B.    | P.d.  |
| 1978-1979             | AC Milan              | Serie A               | 13          | 1           | 3           | 4                     | 1                     | 1                     | C1                             | 5                              | -                              | -                              | -      | -      | -      | -      | -      | -      | 22    | 2     | 4     |
| 1977-1978             | AC Milan              | Serie A               | 30          | 5           | 6           | 5                     | 1                     | 1                     | C2                             | 1                              | -                              | -                              | -      | -      | -      | -      | -      | -      | 36    | 6     | 7     |
| 1976-1977             | AC Milan              | Serie A               | 27          | 4           | 6           | 7                     | -                     | 3                     | C3                             | 5                              | -                              | 1                              | -      | -      | -      | -      | -      | -      | 39    | 4     | 10    |
| 1975-1976             | AC Milan              | Serie A               | 14          | 1           | 2           | 5                     | 1                     | -                     | C3                             | 3                              | -                              | 2                              | -      | -      | -      | -      | -      | -      | 22    | 2     | 4     |
| 1974-1975             | AC Milan              | Serie A               | 27          | 3           | 7           | 4                     | -                     | 2                     | -                              | -                              | -                              | -                              | -      | -      | -      | -      | -      | -      | 31    | 3     | 9     |
| 1973-1974             | AC Milan              | Serie A               | 26          | 6           | 3           | 5                     | 1                     | -                     | C2                             | 6                              | -                              | 2                              | 2      | -      | -      | 7      | 2      | -      | 46    | 9     | 5     |
| 1972-1973             | AC Milan              | Serie A               | 28          | 17          | 13          | 6                     | 3                     | 2                     | C2                             | 9                              | -                              | 5                              | -      | -      | -      | 7      | 1      | -      | 50    | 21    | 20    |
| 1971-1972             | AC Milan              | Serie A               | 23          | 3           | 5           | 2                     | 2                     | -                     | C3                             | 8                              | 4                              | 1                              | -      | -      | -      | 2      | -      | -      | 35    | 9     | 6     |
| 1970-1971             | AC Milan              | Serie A               | 26          | 6           | 10          | 10                    | 6                     | 3                     | -                              | -                              | -                              | -                              | -      | -      | -      | 2      | -      | -      | 38    | 12    | 13    |
| 1969-1970             | AC Milan              | Serie A               | 25          | 8           | 3           | 3                     | 1                     | 2                     | C1                             | 3                              | 2                              | 1                              | 2      | 1      | -      | 7      | 2      | 1      | 40    | 14    | 7     |
| 1968-1969             | AC Milan              | Serie A               | 28          | 3           | 2           | 1                     | -                     | -                     | C1                             | 7                              | 2                              | 2                              | -      | -      | -      | 3      | -      | -      | 39    | 5     | 4     |
| 1967-1968             | AC Milan              | Serie A               | 29          | 11          | 1           | 5                     | 3                     | 1                     | C2                             | 10                             | 1                              | 7                              | -      | -      | -      | 4      | -      | -      | 48    | 15    | 9     |
| 1966-1967             | AC Milan              | Serie A               | 34          | 12          | -           | 6                     | 7                     | 4                     | -                              | -                              | -                              | -                              | -      | -      | -      | 3      | -      | -      | 43    | 19    | 4     |
| 1965-1966             | AC Milan              | Serie A               | 31          | 7           | -           | 1                     | -                     | -                     | C1                             | 4                              | 1                              | 2                              | -      | -      | -      | 9      | 3      | -      | 45    | 11    | 2     |
| 1964-1965             | AC Milan              | Serie A               | 29          | 2           | -           | -                     | -                     | -                     | -                              | -                              | -                              | -                              | -      | -      | -      | 5      | 1      | -      | 34    | 3     | 0     |
| 1963-1964             | AC Milan              | Serie A               | 27          | 7           | -           | 1                     | -                     | -                     | C1                             | 2                              | 1                              | -                              | 2      | -      | -      | 5      | 3      | -      | 37    | 11    | 0     |
| 1962-1963             | AC Milan              | Serie A               | 27          | 9           | -           | -                     | -                     | -                     | C1                             | 7                              | 2                              | -                              | -      | -      | -      | 4      | 2      | -      | 38    | 13    | 0     |
| 1961-1962             | AC Milan              | Serie A               | 27          | 10          | -           | 1                     | -                     | -                     | CF                             | 2                              | -                              | -                              | -      | -      | -      | 2      | -      | -      | 32    | 10    | 0     |
| 1960-1961             | AC Milan              | Serie A               | 30          | 6           | -           | 1                     | -                     | -                     | -                              | -                              | -                              | -                              | -      | -      | -      | -      | -      | -      | 31    | 6     | 0     |
| 1959-1960             | Alessandria US        | Serie A               | 25          | 6           | -           | -                     | -                     | -                     | -                              | -                              | -                              | -                              | -      | -      | -      | -      | -      | -      | 25    | 6     | 0     |
| 1958-1959             | Alessandria US        | Serie A               | 1           | -           | -           | -                     | -                     | -                     | -                              | -                              | -                              | -                              | -      | -      | -      | -      | -      | -      | 1     | 0     | 0     |
| Total sur la carrière | Total sur la carrière | Total sur la carrière | 527         | 127         | 61          | 67                    | 26                    | 19                    | -                              | 72                             | 13                             | 23                             | 6      | 1      | 0      | 60     | 14     | 1      | 732   | 181   | 104   |